# Sinclair Range
Die Sinclair Range ist ein Gebirgszug in der Region Canterbury auf der Südinsel von Neuseeland.

## Geographie
Die Sinclair Range befindet sich westlich des RangitataRiver und östlich der Two Thumb Range. Im Norden grenzt die Brabazon Range an und im Süden geht der Gebirgszug durch den Bullock Bow Saddle in einen Ausläufer der Two Thumb Range über. Sechs Gipfel des Gebirgszugs, der sich über eine Länge von 16 km in Südsüdwest-Nordnordost-Richtung ausdehnt, weisen eine Höhe von über 2000 m auf, von denen der höchste Gipfel, der Mount Sinclair, eine Höhe von 2065 m besitzt.
An der West- und Nordflanke des Gebirges begleitet der Bush Stream den Gebirgszug und an der Ostflanke führen zahlreiche kleinere Streams ihre Wässer dem RangitataRiver zu. Für die Bergwanderer interessant sind der Forest Creek Track, der von Ost nach West über den Bullock Bow Saddle führt und der Bush Stream Track, der im Tal des RangitataRiver beginnt und größtenteils entlang des Bush Stream bis zur Royal Hut in der Two Thumb Range führt.
Administrativ zählt die Sinclair Range zum Mackenzie District.

## Conservation Park
Die Sinclair Range gehört zum Te Kahui Kaupeka Conservation Park und wird vom Department of Conservation verwaltet.